# 규범통제
규범통제란 하위규범이 상위규범에 위반되는지 여부를 심사하여, 위반되는 것으로 인정될 경우 그 효력을 상실하게 하는 헌법 제도이다.

## 종류
- 추상적 규범통제: 구체적인 소송사건이 제기된 경우가 아님에도 법령의 위헌여부를 심사하는 절차이다.
- 구체적 규범통제: 구체적인 소송사건이 제기되었을 때 그 사건에 적용될 법령의 위헌여부를 선결적으로 심사하는 절차이다.

## 같이 보기
- 헌법재판소